# لئوناردو سانتوس
لئوناردو سانتوس (انگلیسی: Leonardo Santos؛ زادهٔ ۵ فوریهٔ ۱۹۸۰) ورزشکار هنرهای رزمی ترکیبی اهل برزیل است. وی از سال ۲۰۰۲ میلادی تاکنون مشغول فعالیت بوده‌است.